# Griechisch-katholischer Bischofspalast Przemyśl

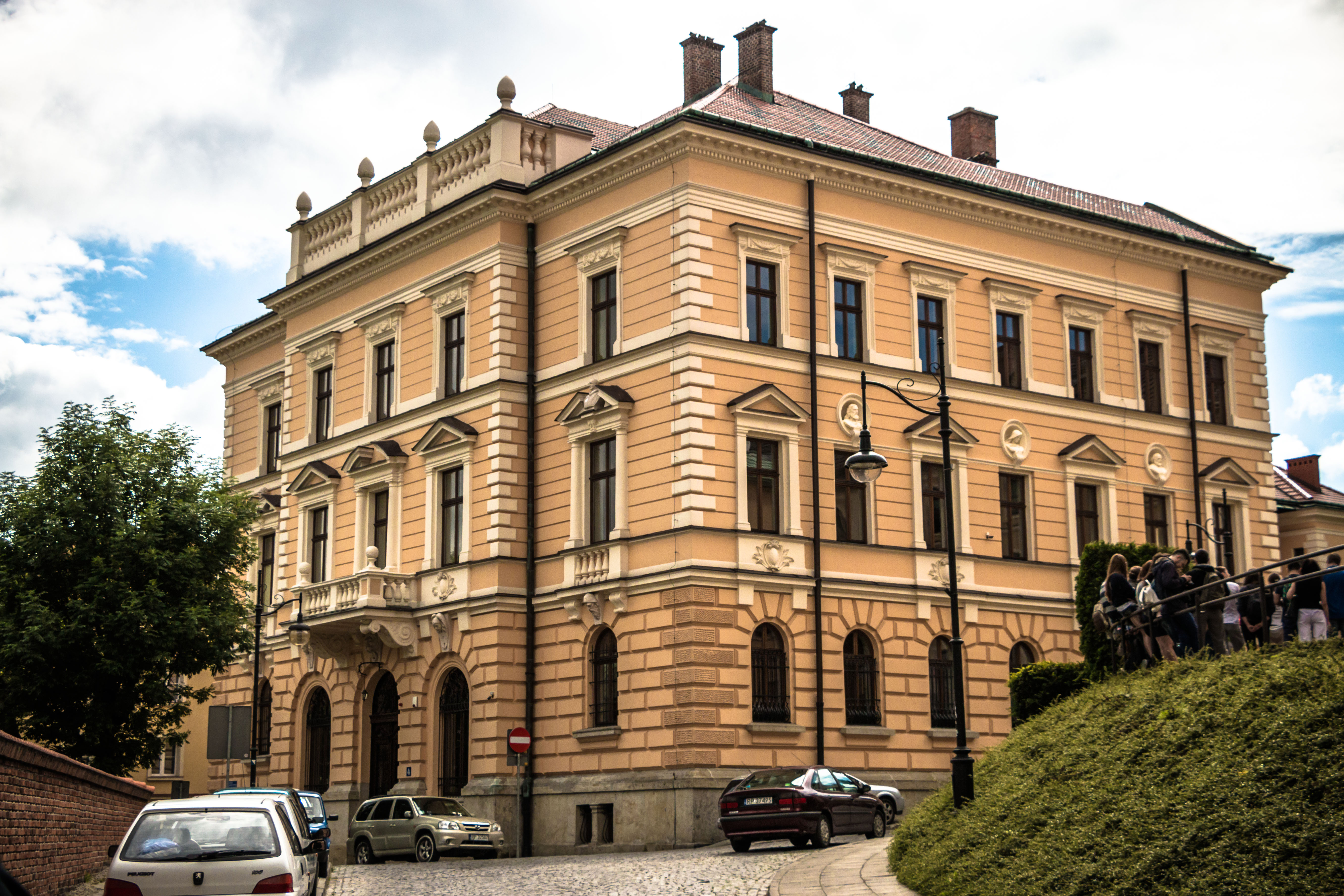
Seitenansicht

Der Griechisch-katholische Bischofspalast Przemyśl (polnisch: Pałac Biskupów Greckokatolickich w Przemyślu) neben der griechisch-katholischen Johannes-Kathedrale ist ein Stadtschloss der griechisch-katholischen Bischöfe am Rand der Altstadt von Przemyśl.

## Geschichte
Das Schloss wurde in den Jahren 1898 bis 1900 von dem Architekten R. Halicki im Stil des Eklektizismus für den griechisch-katholischen Bischof Konstantyn Czechowicz errichtet. Während des Stalinismus wurden die griechisch-katholische Kirche enteignet und das Gebäude verstaatlicht. In den Jahren von 1969 bis 1977 wurde das Gebäude umgebaut und beherbergte danach das Nationalmuseum des Landes Przemyśl. Nach 1989 wurde das Gebäude den griechisch-katholischen Bischöfen zurückgegeben und das Museum zog in ein neu errichtetes Gebäude um. Derzeit ist es erneut Bischofssitz.